# Serhiy Rysenko
Serhiy Rysenko, né le 15 mars 1980 à Louhansk, est un cycliste ukrainien spécialiste de VTT cross-country. Il termine 31e de l'épreuve olympique 2012.